# Oberanven-Barrière
Oberanven-Barrière (lb. Ueweraanwen-Barrière) – mała miejscowość (lieu-dit) w środkowym Luksemburgu, w kantonie Luksemburg, w gminie Niederanven. Do 3 października 2015 miejscowość leżała w dystrykcie Luksemburg.  